# Mar Cantabrico
Il mar Cantabrico (in spagnolo Mar Cantábrico, in francese Mer Cantabrique, in galiziano Mar Cantábrico, in basco Kantauri, in occitano Mar Cantabrica) è un mare litorale dell'Oceano Atlantico che bagna il nord della Spagna, estendendosi dalla Galizia fino alla foce dell'Adour, sulle coste francesi. Nella sua parte più orientale, quella basca, prende il nome di golfo di Biscaglia.

## Descrizione
Essendo un mare di passaggio tra i freddi mari del Nord e quelli temperati delle Azzorre, è ricco di specie vegetali e animali. Questo ha dato origine ad un'industria conserviera molto importante che ha tra i suoi prodotti di punta il tonno e le acciughe, trasformate soprattutto in Cantabria.
I forti venti del Nord-ovest che soffiano sul mar Cantabrico provengono dalle zone di bassa pressione localizzate tra l'arcipelago britannico e il mar del Nord. Combinati con l'effetto dell'anticiclone delle Azzorre, danno vita ad onde di circa 3 metri d'altezza. In certi casi, soprattutto tra aprile e maggio e tra settembre e ottobre, i venti dell'Ovest possono originare onde che superano 9 metri.